# 在愛之中
在愛之中（日語：ハルフウェイ），是由岩井俊二監製，北川悅吏子導演和編劇的一部日本純愛電影。

## 故事簡介
在日本北海道某高校，高三女學生小廣（北乃紀伊飾）與同年級暗戀對象篠崎修（岡田將生飾）之間的故事。一心想要留在北海道的小廣，面對想要離開北海道到去東京早稻田大學讀書的修，小廣如何從不諒解到支持的心境轉折，以及兩人間純純的愛情。

## 外部連結
- 互联网电影数据库（IMDb）上《在愛之中》的资料（英文）

1. ↑  愛．漫漫長路-電影-線上看-friDay影音